# Alfonso Gagliano
Pour les articles homonymes, voir Gagliano (homonymie).
Alfonso Gagliano (né le 25 janvier 1942 à Siculiana, dans la province d'Agrigente en Sicile et mort le 12 décembre 2020) est un comptable (CGA) et un homme politique canadien du Parti libéral. Il est connu pour son rôle dans le scandale des commandites.

## Biographie
Né en Italie en 1942, Alfonso Gagliano est originaire de la Sicile. À son arrivée au Canada en 1958, il a 16 ans. Il exerce le métier de presseur jusqu'en 1966, puis poursuit ses études secondaires avant d'obtenir un diplôme de CGA en 1967. Il commence sa carrière politique  en 1977 à Montréal. Membre du Parti libéral du Canada, il est élu dans la circonscription de Saint-Léonard—Anjou lors des élections fédérales canadiennes de 1984. Il est réélu dans Saint-Léonard lors des élections fédérales canadiennes de 1988 et lors des Élections fédérales canadiennes de 1993. Il est par la suite élu dans Saint-Léonard—Saint-Michel lors des Élections fédérales canadiennes de 1997 et lors des Élections fédérales canadiennes de 2000. 
De 1997 à 2002, il a sert dans divers rôles, dont ministre de travail, chef de des députés de la Chambre des communes et ministre responsable de Communication Canada, Postes Canada, de la Société canadienne d'hypothèques et de logement , de la Monnaie royale canadienne et de la Société immobilière du Canada. 
Par la suite, il est nommé ambassadeur du Canada au Danemark. Il a été écarté de cette position le 10 février 2004 par le premier ministre Paul Martin, à la suite de spéculations sur son rôle dans le scandale des commandites quand il était ministre des travaux publics.
Le 27 mai 2004, Gagliano lance un procès contre le premier ministre Paul Martin et le gouvernement du Canada. Il les accuse d'avoir délibérément attaqué sa réputation et allègue qu'ils l'ont congédié illégalement. Il demande une compensation pour le renvoi injustifié, les dommages à sa réputation et le revenu perdu.
Dans un jugement rendu le 2 juillet 2009, le juge Kevin Downs de la Cour supérieure rejette les prétentions d'Alfonso Gagliano. Il a entre autres affirmé qu'il supervisait 90 000 fonctionnaires et gérait un budget de 4 milliards. Il ne pouvait donc pas, selon lui, être au courant de tout, mais le juge ne lui donnera pas raison, à la fin de son jugement il dira : « Il est difficile de prétendre à la mauvaise foi du défendeur Martin en sa qualité de premier ministre dans les gestes qu'il a posés lorsqu'il y a de la part de la vérificatrice générale un rapport accablant quant à la gestion du programme des commandites et que ce rapport vise directement le ministère des Travaux publics, sous la gouverne du demandeur. » Gagliano a décidé de faire appel de ce jugement, l'inscription aux greffes de la cour d'appel a été fait le 28 juillet 2009.
Le jugement de la cour d'appel du Québec a été rendu le 13 mai 2011. Dans un jugement unanime, les juges Beauregard, Chamberland et Pelletier partagent l'opinion du juge Kevin Downs. Cependant ils annulent les frais de cour demandés à Alfonso Gagliano.
Gagliano meurt à l'âge de 78 ans le 12 décembre 2020,.